# Frank Cole Babbitt
Frank Cole Babbitt (n. 4 iunie 1867, Bridgewater⁠(d), Connecticut, SUA – d. 13 septembrie 1935, Hartford, Connecticut, SUA) a fost un filolog american specializat în limbile clasice. El a predat din 1899 până în 1935 ca profesor de limba și literatura greacă la Trinity College din Hartford.

## Biografie
Frank Cole Babbitt a fost fiul cel mai tânăr al fermierului și tâmplarului Isaac Babbitt (1831-1888) și al soției lui, Sarah Cole Babbitt (1833-1898). Fratele său mai mare a fost germanistul Eugene Howard Babbitt (1859-1927). Frank Cole Babbitt a crescut la ferma părinților săi și a învățat în perioada 1885-1887 la o școală elementară. Începând din 1887 a studiat (ca și fratele său) filologia clasică la Universitatea Harvard, unde a obținut în 1890 diplomă de licență, iar în 1892 diploma de master. În perioada 1890-1895 a predat la o școală în Boston. În 1895 a obținut titlul de doctor în filologie cu teza De Euripidis Antiopa; lucrarea sa nu a fost niciodată publicată.
La scurt timp după doctorat Babbitt a primit o bursă a Școlii Americane de Studii Clasice din Atena (ASCSA), ceea ce i-a permis să realizeze un stagiu de cercetare de un an în Grecia. Acolo, el a intrat în contact cu tinerii arheologi Theodore Woolsey Heermance, Herbert F. De Cou, Joseph Clark Hoppin și Eugene Plumb Andrews. În cazul săpăturilor din Corint, care au fost începute în 1896 de directorul ASCSA Rufus B. Richardson, Babbitt a descoperit teatrul antic al orașului. El a publicat în 1897 în American Journal of Archaelogy un raport detaliat al cercetărilor efectuate. Notele sale de călătorie au ajuns în 1987, împreună cu alte documente, în patrimoniul de documente al ASCSA.
După întoarcerea sa în Statele Unite ale Americii Babbitt a predat mai întâi ca profesor de limba greacă la Universitatea Harvard. În 1898 s-a mutat pe un post similar la Trinity College din Hartford (Connecticut), unde și-a petrecut viața  predând și lucrând în cercetarea vechilor texte grecești. În 1899 a fost numit  profesor Hobart de limba și literatura greacă. Începând din 1908 până în 1931 el a îndeplinit și funcția de secretar al facultății. El a fost ales membru al Institutului de Arheologie din America, al Asociației Filologice Americane (președinte în mandatul 1926/27) și membru fondator al Asociației de Studii Clasice din New England (președinte în mandatul 1920/21). În 1927 a primit titlul de doctor honoris causa al Trinity College. În anul 1931/32 el a fost profesor invitat la ASCSA.
Babbitt s-a căsătorit la 28 iunie 1900 cu Ethel Hunt. Fiica lor, Sarah Frances Babbitt (1906-1988), a fost profesoară de educație fizică. Tatăl ei a jucat tenis la nivel înalt până la bătrânețe și a jucat squash timp de 60 de ani.

## Activitatea
Babbitt a lucrat la traducerea și îngrijirea mai multor ediții de literatură greacă. El a publicat studii și eseuri critice despre Homer și Lucian de Samosata, care au apărut în reviste de specialitate americane și europene. Cea mai cunoscută operă a sa este traducerea colecției Moralia a lui Plutarh pentru Loeb Classical Library, la care a lucrat ultimii zece ani din viață; nu a reușit să o finalizeze pentru că a murit în 1935, la vârsta de 68 de ani.

## Scrieri (selecție)
- A Grammar of Attic and Ionic Greek. New York 1902
- Plutarch’s Moralia. Fünf Bände, London/New York 1927–1936 (LCL)